# Alfama
Alfama (pron. aɫ'fɐmɐ) è il più antico quartiere di Lisbona e si dispiega sul pendio racchiuso tra il castello di São Jorge ed il fiume Tago. Il suo nome viene dall'arabo Al-hamma, che significa "fontane" o "bagni". Il quartiere comprende molti importanti monumenti storici, nonché un gran numero di ristoranti e bar in cui si suona il fado.
Dopo la riorganizzazione territoriale dell'8 novembre del 2012, Alfama ricade quasi totalmente all'interno della freguesia di Santa Maria Maior, con aree minori nella freguesia di São Vicente.

## Storia
Durante il periodo della dominazione araba, Alfama rappresentava l'intera città. Essa si articolava nella Alfama do Alto, contenuta nella cosiddetta cerca moura (l'antico muro difensivo medievale) e nella Alfama do Mar, nella parte bassa. Con l'inizio della dominazione cristiana Alfama inglobò aree ad oriente del suo nucleo originario, contenute all'interno della nuova cerca fernandina. Gradualmente i residenti più abbienti si spostarono da Alfama verso zone occidentali della città e l'antica casba di Lisbona finì così per essere abitata in prevalenza da pescatori e marinai. Il grande terremoto del 1755 non distrusse il quartiere (anche grazie alla sua posizione elevata che la protesse dal successivo tsunami), che mantenne il suo antico carattere di pittoresco labirinto di vicoli e piazzette. Sul finire del periodo dell'Estado Novo e dopo la Rivoluzione dei garofani il quartiere, rimasto in uno stato di abbandono, conobbe una fase difficile, con estesi fenomeni di criminalità legati allo spaccio di stupefacenti e alla tossicodipendenza. Solamente a partire dagli anni 1990, anche grazie ad efficaci misure che hanno ridotto l'impatto sociale della tossicodipendenza, è iniziato un graduale processo di recupero e riqualificazione del quartiere, con il restauro dei monumenti più significativi, anche se molti degli edifici, in specie quelli a destinazione residenziale, continuano a manifestare un consistente degrado. Nonostante tutto ciò Alfama rimane una tra le aree più vivaci ed originali della città, piena di locali tradizionali dove si può gustare l'ottima cucina lisboeta e ascoltare il fado, la tipica malinconica musica portoghese. Il quartiere è inoltre il fulcro delle Festas dos Santos Populares di Lisbona, tra le quali spicca quella di sant'Antonio da Lisbona, che si svolge tra il 12 e il 13 giugno.
La collina di Alfama è dominata dal medievale castello di São Jorge, che fino al XVI secolo fungeva da residenza reale, e dal quale al giorno d'oggi si può godere della migliore vista della città. Sui pendii del quartiere si aprono anche altre terrazze (miradouros) dalla quali guardare Lisbona, come il Miradouro de Santa Luzia, che si trova nei pressi dell'omonima chiesa sui resti delle mura moresche, o il Miradouro das Portas do Sol. Vicino al Miradouro de Santa Luzia c'è il Museu de Artes Decorativas, una costruzione del XVII secolo caratterizzata dagli splendidi interni.
La più importante chiesa di Alfama è la cattedrale di Lisbona, che è anche la più antica della città ed è situata nella parte occidentale del quartiere. Altri importanti monumenti sono il convento da Graça nei pressi del castello, il monastero di São Vicente de Fora, costruito in stile manierista e nel quale sono sepolti i re del casato di Braganza e la chiesa di Santa Engrácia, dal 1966 trasformata in Pantheon Nazionale, luogo di sepoltura per le più importanti personalità portoghesi.

## Galleria d'immagini

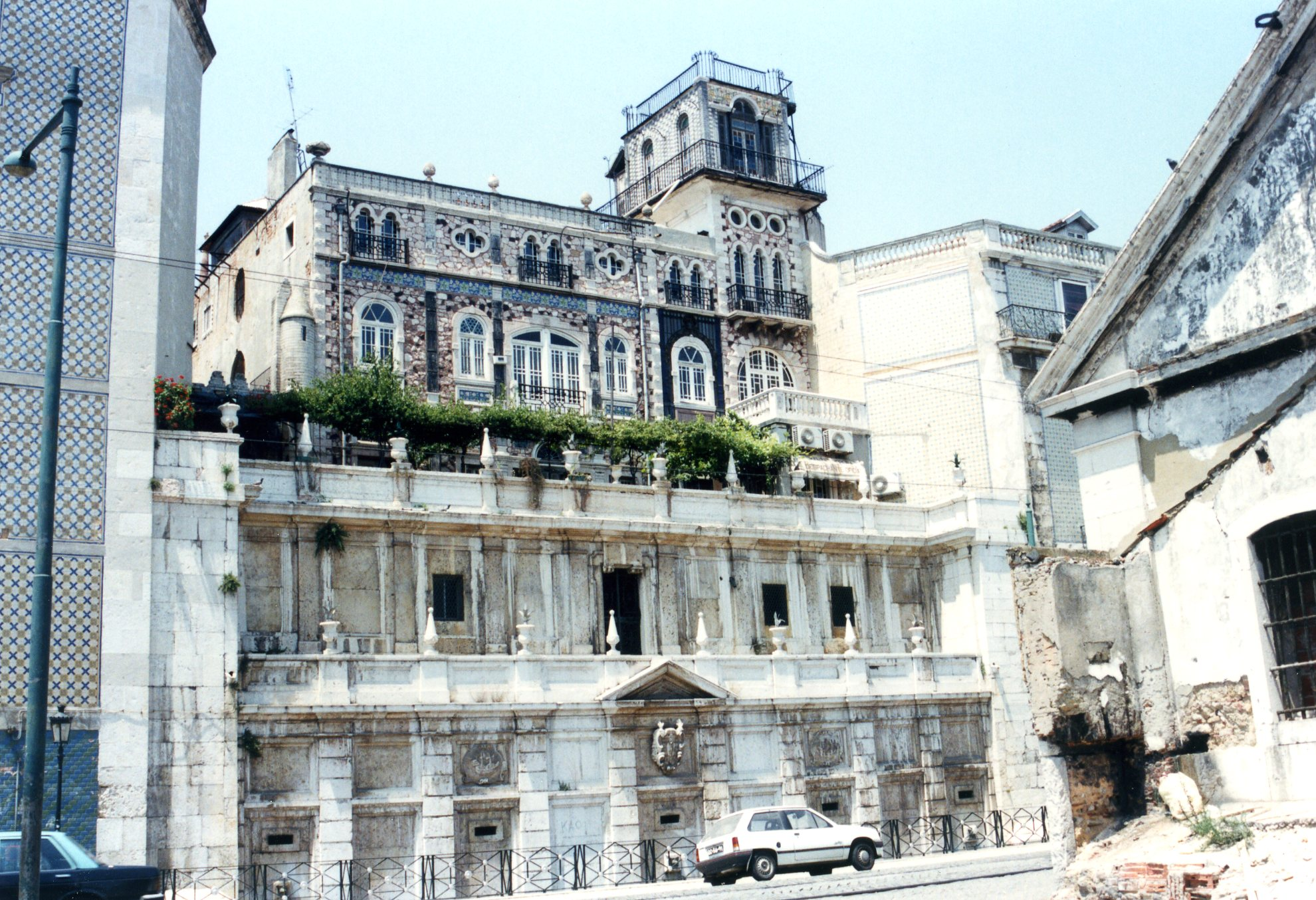
Lo Chafariz d'El-Rei (Fontana del Re) in Rua Cais de Santarém, sovrastato dal Palacete do Chafariz d'El-Rei in stile neomoresco.
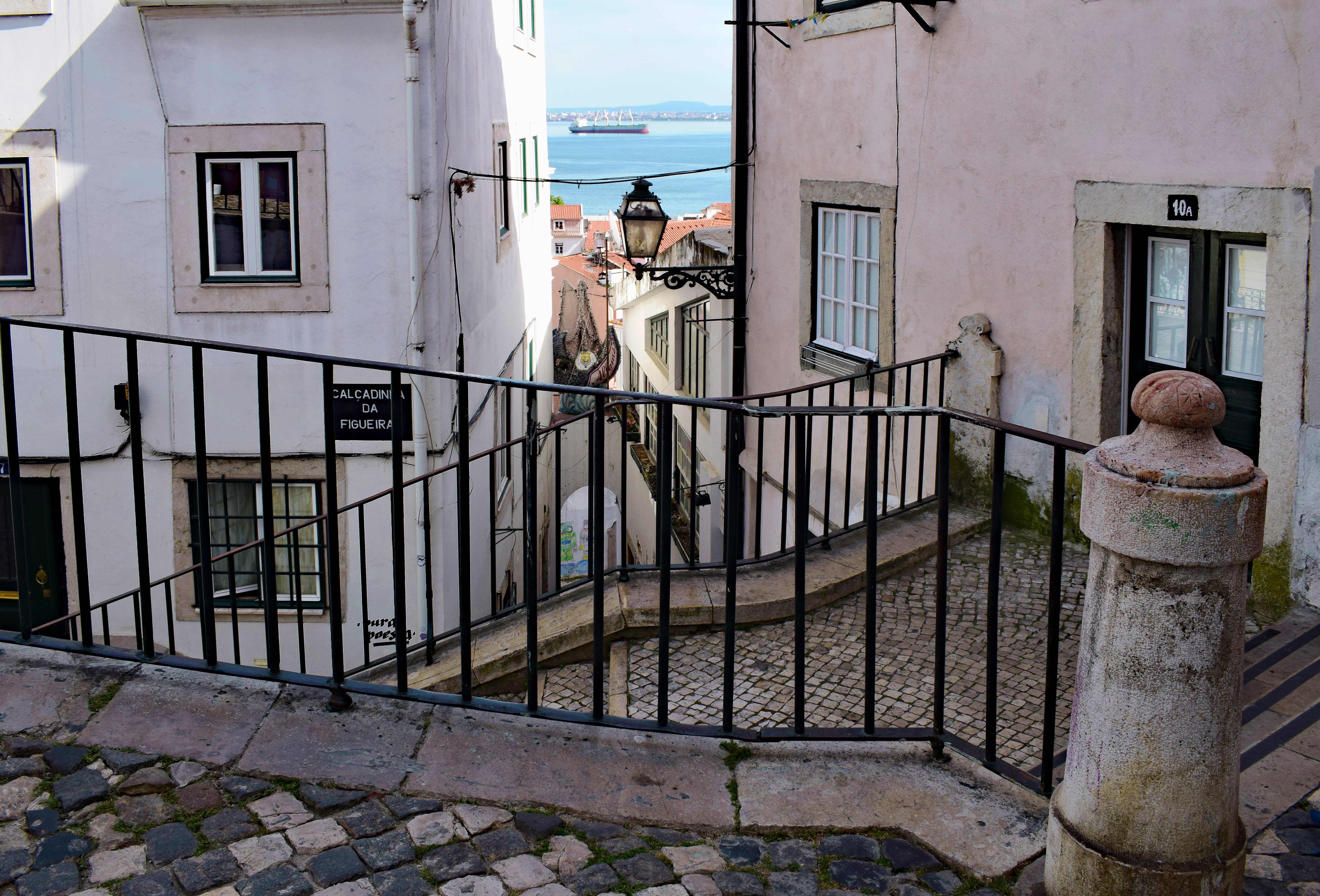
Il fiume Tago visto da Rua Norberto de Araújo.
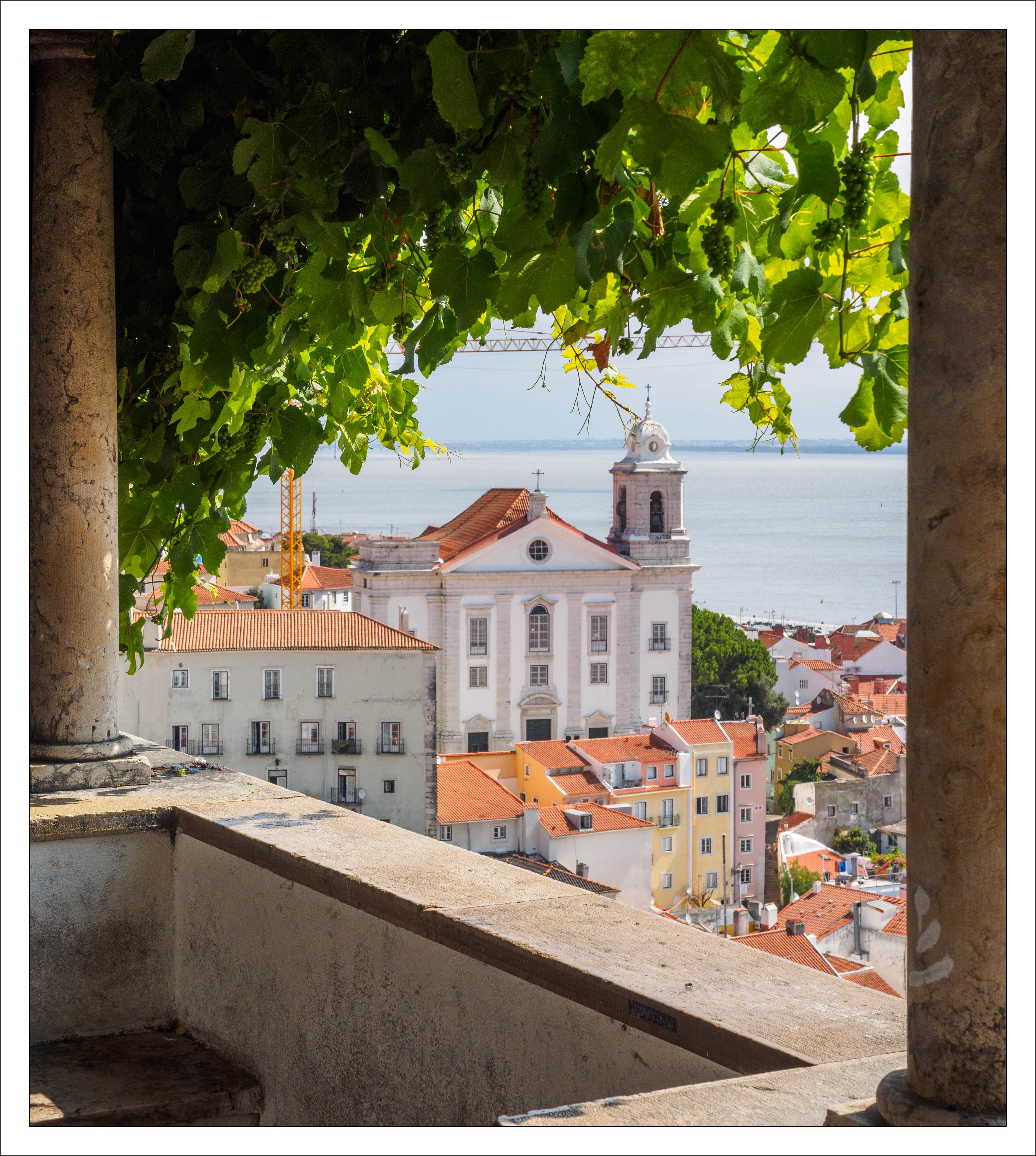
La Igreja de Santo Estêvão vista dal Miradouro de Santa Luzia.
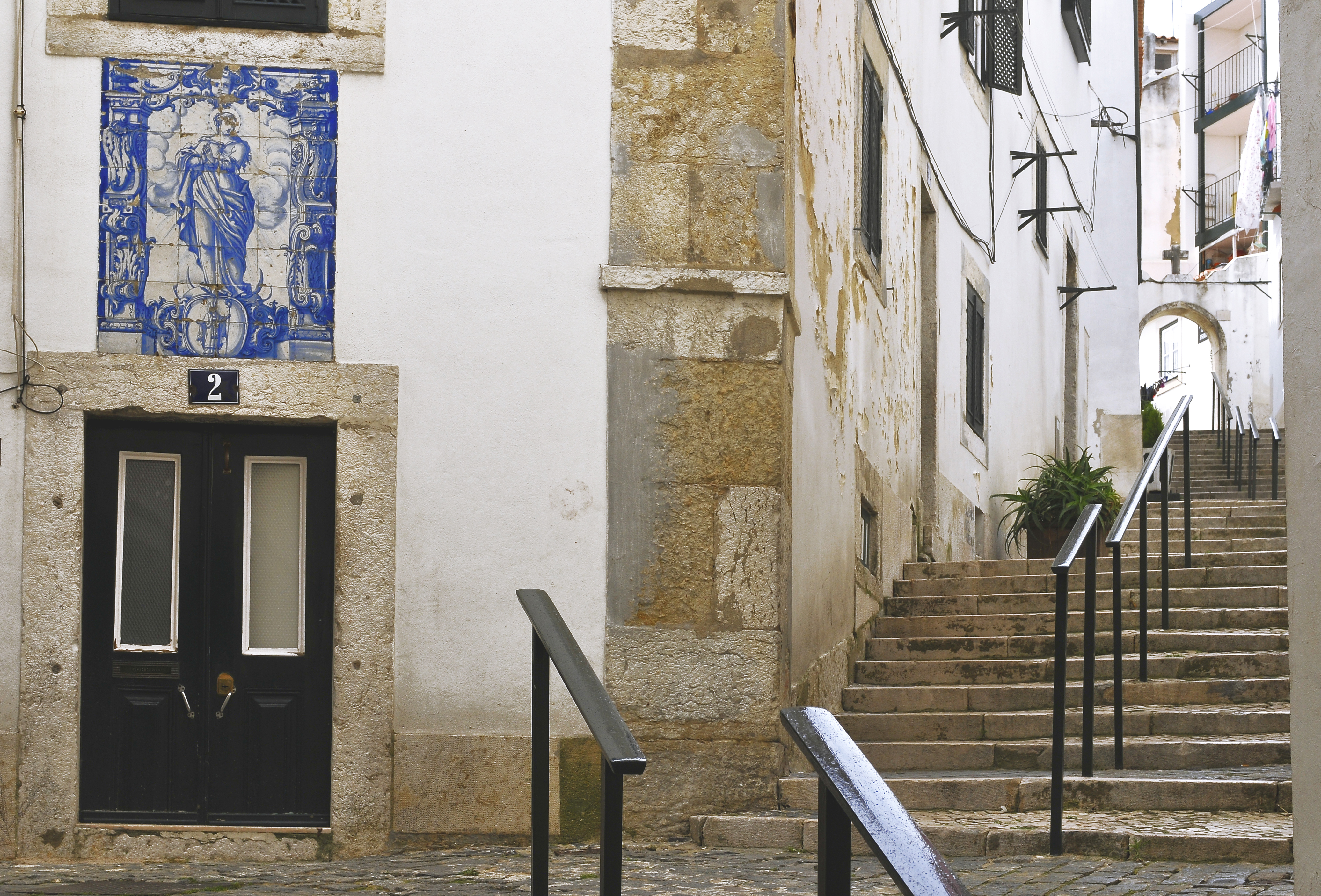
Abitazione in Beco das Cruzes con azulejo raffigurante la Madonna della Concezione.
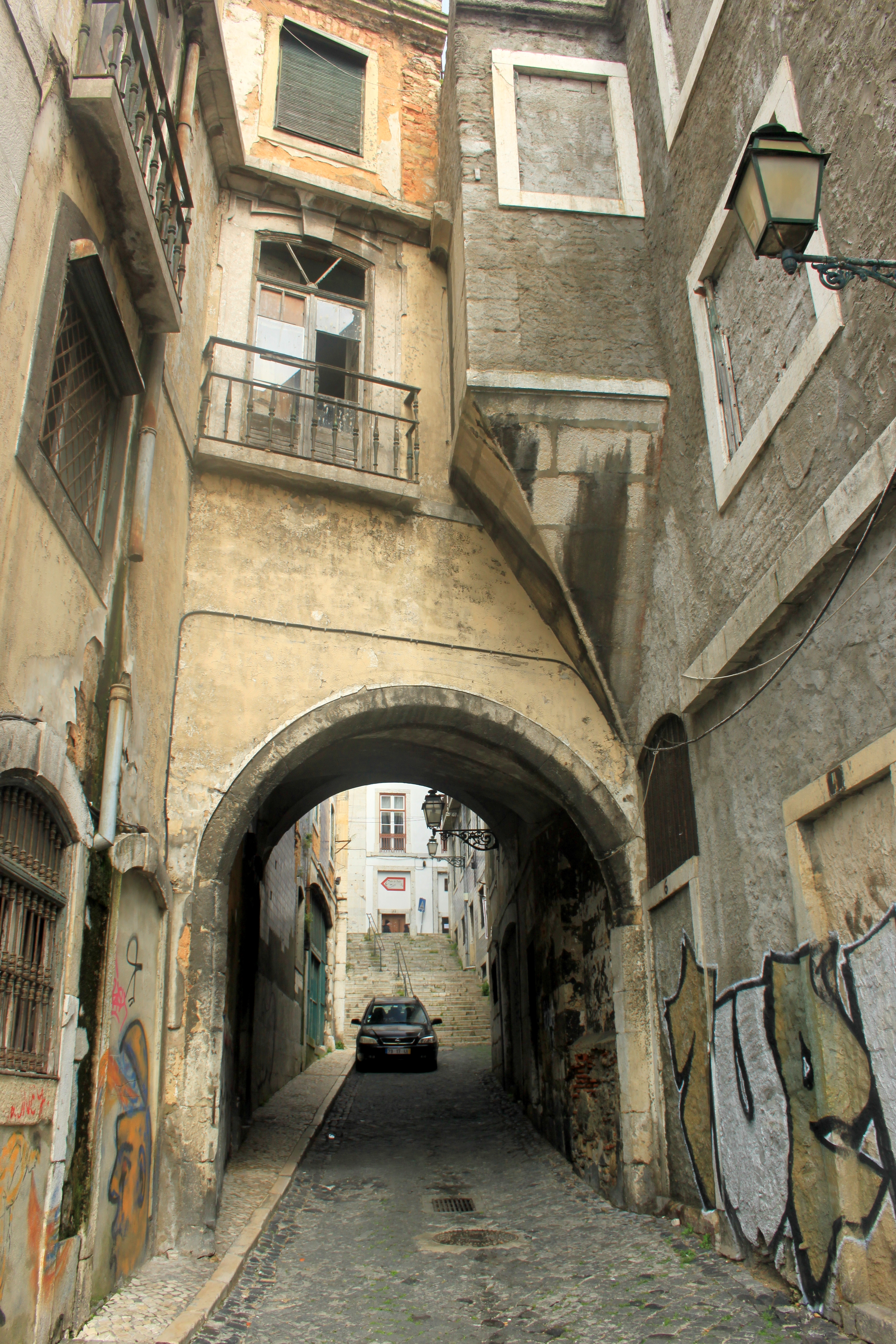
La Porta do Mar a São João o Arco de Jesus, una delle antiche porte della muraglia difensiva di Lisbona (cerca moura).
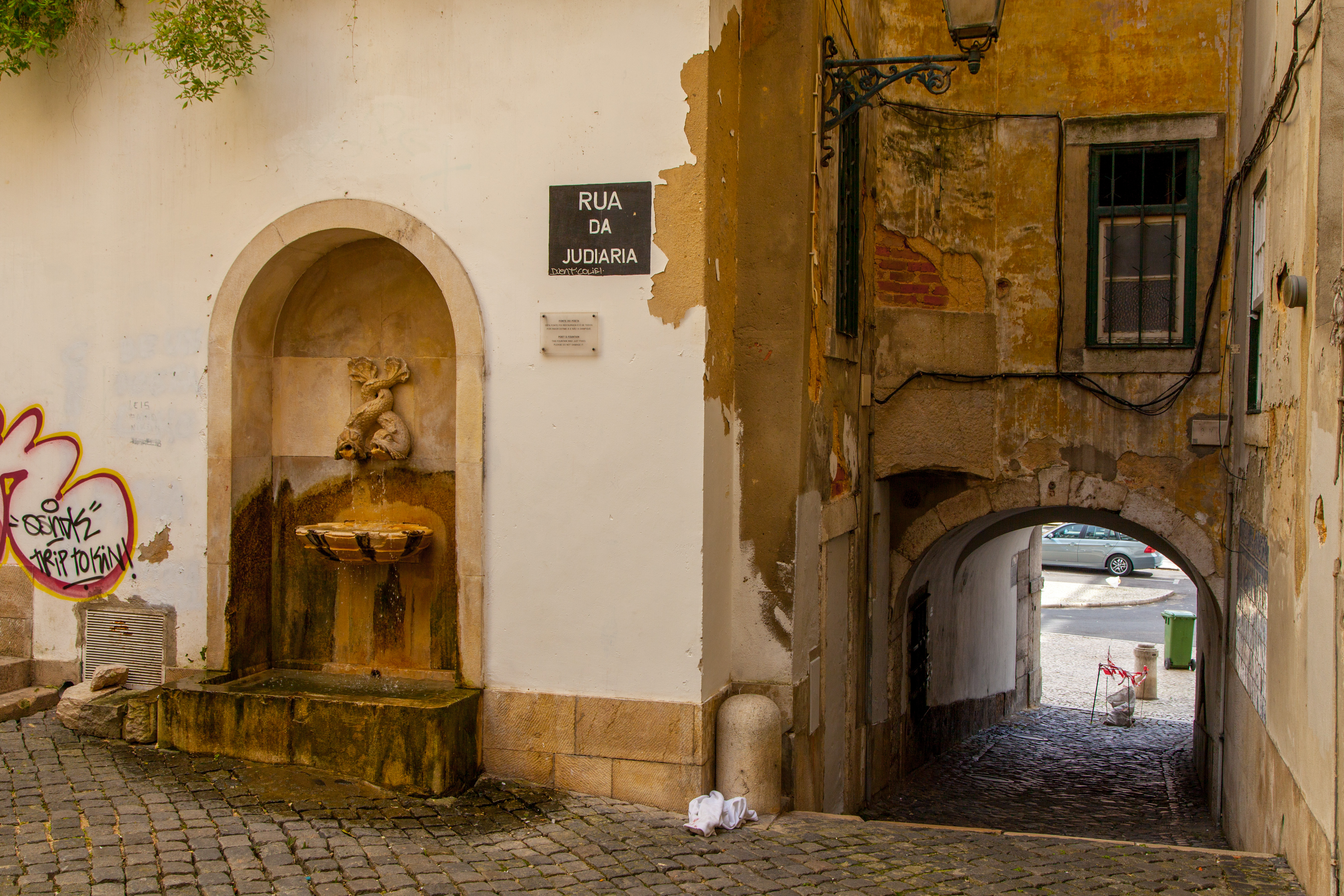
La Porta do Rosário o Arco do Rosário, antica porta della cerca moura e accesso alla judiaria di Lisbona.
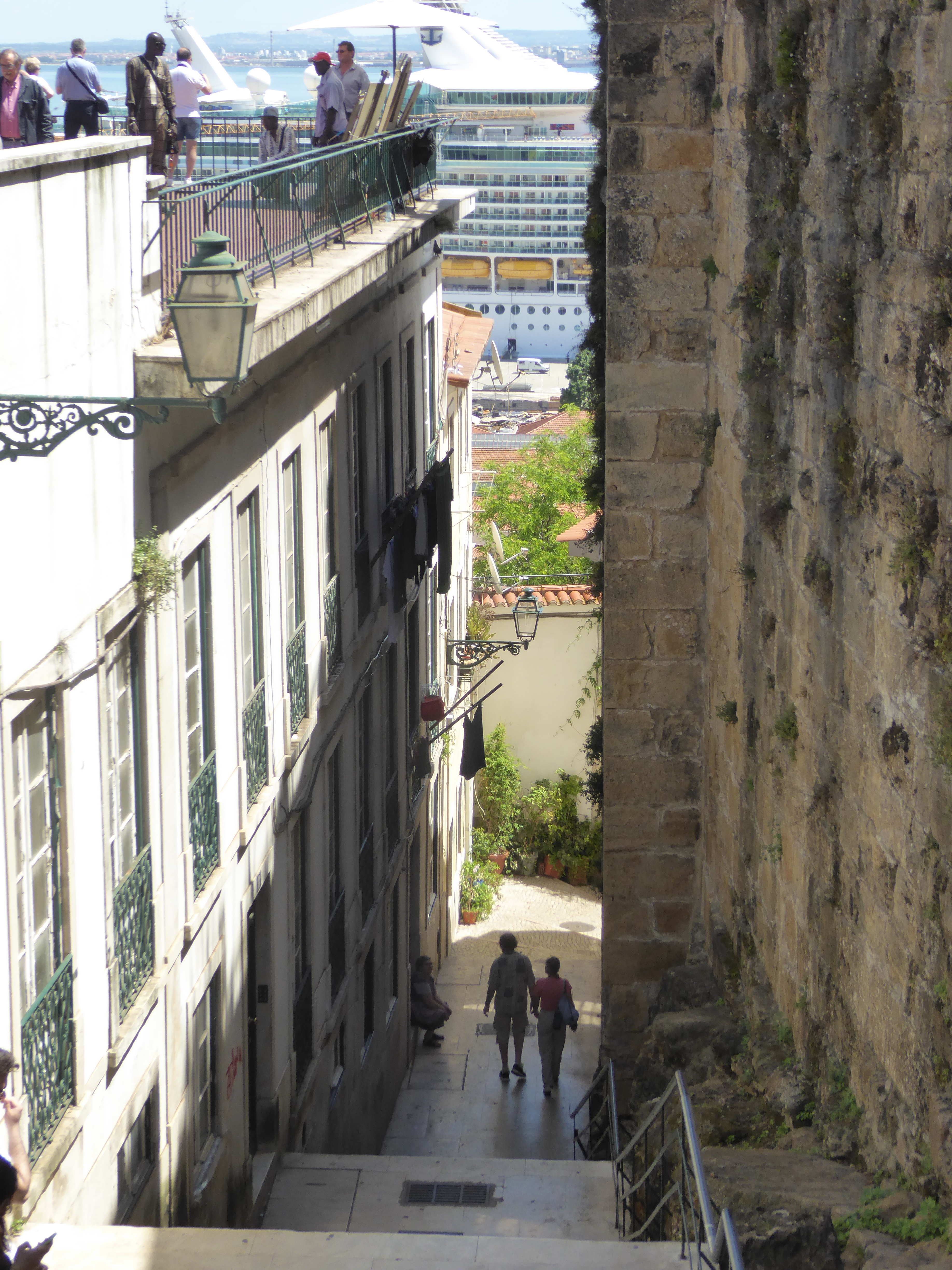
Rua Norberto de Araújo, stretta tra il Miradouro das Portas do Sol e l'Igreja de Santa Luzia.
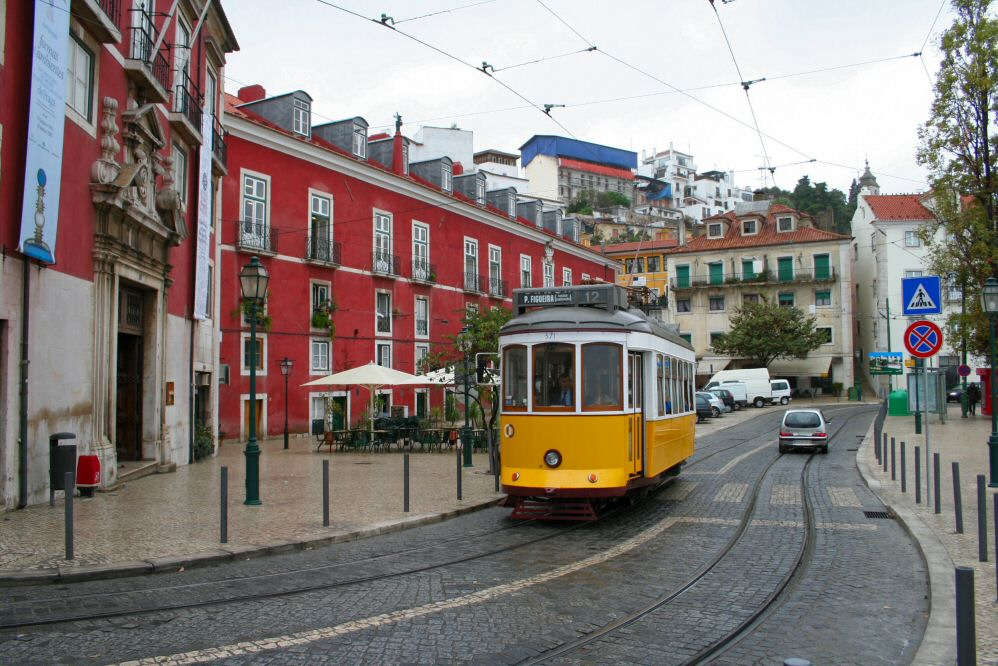
Un vecchio tram in Largo das Portas do Sol, davanti al Palácio Azurara, sede del Museu de Artes Decorativas (l'edificio rosso sulla sinistra).